# كأس ملك البحرين 2010
كأس ملك البحرين لكرة القدم 2010 هي النسخة الخامسة والخمسون من كأس ملك البحرين لكرة القدم. جرت من 13 ديسمبر 2009 إلى 11 فبراير 2010. توج الرفاع باللقب بعدما تغلب في المباراة النهائية على البسيتين 4-0.

## الدور التمهيدي
| الاتفاق                                                   | 0-3 | التضامن |
| --------------------------------------------------------- | --- | ------- |
| أحمد محمد حبيب العصفور 4' · حسين عيسى 66' · هاني سعيد 77' |     |         |

| قلالي              | 0-1 | مدينة عيسى |
| ------------------ | --- | ---------- |
| ناصر محمد جاسم 64' |     |            |

## الدور الثمن النهائي
| الرفاع                                                                                            | 1-4 | البحرين     |
| ------------------------------------------------------------------------------------------------- | --- | ----------- |
| إسماعيل عبد اللطيف 47' · حسين سلمان مكي 82' (ضربة جزاء)، 88' (ضربة جزاء) · عبد الرحمن مبارك 90+1' |     | رودريغو 54' |

| المحرق                             | 0-2 | الاتفاق |
| ---------------------------------- | --- | ------- |
| عبد الله الدخيل 41' · علي عامر 84' |     |         |

| سترة                                                              | 2-3 (ب.و.إ.) | النجمة                                                |
| ----------------------------------------------------------------- | ------------ | ----------------------------------------------------- |
| إبراهيم أحمد حبيب 29'، 91' · جعفر إبراهيم آل طوق 105' (ضربة جزاء) |              | صالح عبد الحميد 27' (ضربة جزاء) · حمد فيصل الشيخ 119' |

| المنامة                                                   | 1-3 | الحالة       |
| --------------------------------------------------------- | --- | ------------ |
| محمود جاسم غلوم 45'، 116' · سلمان السعدون 118' (هدف عكسي) |     | علي منير 64' |

| البسيتين                           | 1-2 | الاتحاد             |
| ---------------------------------- | --- | ------------------- |
| إسماعيل آلسانا 17' · علي نيروز 35' |     | محمد عبد الوهاب 60' |

| الحد                            | 0-2 | الرفاع الشرقي |
| ------------------------------- | --- | ------------- |
| محمد مكي 23' · ديفيد سانداي 60' |     |               |

| المالكية                                             | 0-3 | البديع |
| ---------------------------------------------------- | --- | ------ |
| أومو 23' · حسين خلف 60' · فهد العميري 81' (هدف عكسي) |     |        |

| الشباب                                              | 2-3 (ب.و.إ.) | قلالي                              |
| --------------------------------------------------- | ------------ | ---------------------------------- |
| سلمان سعيد 45' · علي عبد الله علي 90' · سالمون 116' |              | راشد الرويعي 49' · أحمد الختال 67' |

## الدور الربع النهائي
| المحرق                               | 0-3 | المالكية |
| ------------------------------------ | --- | -------- |
| ريكو 44'، 85' · محمود عبد الرحمن 82' |     |          |

| الرفاع                                                                               | 1-5 | الشباب          |
| ------------------------------------------------------------------------------------ | --- | --------------- |
| علي السيد عيسى 22' · إسماعيل عبد اللطيف 38'، 40' · أحمد مطر 44' · حسين سلمان مكي 64' |     | محمود منصور 17' |

| البسيتين                                                                                 | 0-4 | سترة |
| ---------------------------------------------------------------------------------------- | --- | ---- |
| هيجوس داه 48' · إسماعيل آلسانا 57' (ضربة جزاء) · محمد عجاج 64' · غازي ماجد الكواري 90+2' |     |      |

| المنامة                                                             | 0-3 | الحد |
| ------------------------------------------------------------------- | --- | ---- |
| محمود جاسم غلوم 52' (ضربة جزاء)، 57' · دانيال ميلان 81' (ضربة جزاء) |     |      |

## الدور النصف النهائي
| البسيتين                            | 1-2 (ب.و.إ.) | المحرق                |
| ----------------------------------- | ------------ | --------------------- |
| محمد عجاج 41' · حسن عبد العزيز 106' |              | سيد ضياء سيد سعيد 83' |

| الرفاع                               | 1-2 | المنامة       |
| ------------------------------------ | --- | ------------- |
| مصطفى مختار 18' · علي السيد عيسى 63' |     | أحمد حسان 78' |

## المباراة النهائية
| الرفاع                                                                            | 0-4 | البسيتين |
| --------------------------------------------------------------------------------- | --- | -------- |
| إبراهيم العبيدلي 5' (هدف عكسي) · إسماعيل عبد اللطيف 46'، 55' · علي السيد عيسى 66' |     |          |

## البطل
| كأس ملك البحرين بطل 2010 |
| ------------------------ |
| الرفاع اللقب الخامس      |